# Phisalixella arctifasciata
Espèce
Synonymes
- Heterurus arctifasciatus Duméril, Bibron & Duméril, 1854
- Phisalixella arctifasciatus (Duméril, Bibron & Duméril, 1854)
- Stenophis arctifasciatus (Duméril, Bibron & Duméril, 1854)
- Stenophis jaosoloa Domergue 1995

Statut de conservation UICN

 LC  : Préoccupation mineure
Phisalixella arctifasciata est une espèce de serpents de la famille des Lamprophiidae.

## Répartition
Cette espèce est endémique de Madagascar.

## Publication originale
- Duméril, Bibron & Duméril, 1854 : Erpétologie générale ou histoire naturelle complète des reptiles. Tome septième. Deuxième partie, p. 781-1536 (texte intégral).